# Говорни и езикови нарушения
Говорните и езикови нарушения се свързват с проблеми в комуникирането и с нарушения на звуково-артикулационните функции на речта на определен човек. Нарушенията от този вид, които са от биологичен характер, са известни като речево-езикови патологии. Говорните и езикови нарушения се изучават от науката логопедия.
Тези закъснения и нарушения варират от проста замяна на един звук с друг до неспособсност да се разбира или използва езика или до неспособност да се използва звуково-артикулационния апарат за продуциране на разбираема реч. Комуникационните способности на един ученик се смятат за закъснели, ако той/тя са забележимо изостанали от техните връстници по отношение на тяхната реч или езикови способности.
Някои от най-разпространените причини за говорно-комуникативни нарушения са:
- слухови затруднения,
- неврологични нарушения,
- мозъчни увреждания,
- умствена изостаналост,
- злоупотреба с наркотици, или
- физически увреждания като цепната (заешка) устна или небце.
- Заекване

Често обаче причината е неясна.
Говорните нарушния се свързват с трудности в изговарянето на говорните звуци или с проблеми с качеството на гласа. Ученици с говорни нарушения могат да казват „сии“, когато всъщност искат да кажат „ски“ или могат да имат проблеми с артикулацията на звуци като „л“ и „р“. Слушателите могат да не разбират добре какво човек с говорни нарушения се опитва да каже. Ученици с гласови нарушения могат да имат проблеми с начина, по който гласът им звучи.
Езиковите нарушения се свързват с неспособността да се разбират и използват думи в контекст както вербално, така и невербално. Някои от характеристиките на езиковите нарушения са:
- неправилна употреба на думите и техните значения,
- неспособност да се изразят дадени мисли,
- граматически неправилни езикови конструкции,
- редуциран речник, и
- неспособност да се изпълняват инструкции.